# Sucre
Sucre, dříve známé jako Charcas, La Plata a Chuquisaca, je oficiální hlavní město Bolívie a hlavní město departementu Chuquisaca. Je sídlem Nejvyššího soudního dvora, Ústavního soudu, Soudní rady a Hlavní republikové prokuratury, vláda však sídlí v La Pazu. Město, které má přibližně 300 tisíc obyvatel, se nachází ve středu jižní části země v nadmořské výšce 2790 m, což z něj činí jedno z nejvýše položených hlavních měst na světě. V roce 1991 bylo zařazeno do Seznamu světového dědictví UNESCO.

## Historie
Město založil 29. září 1538 Pedro de Anzures, který je pojmenoval Ciudad de la Plata de la Nueva Toledo (Město Stříbra z Nového Toleda), poté se začalo užívat zkrácené jméno La Plata (Stříbro). Zdejší území obývali Indiáni Čarkové, kteří však Španělům nekladli žádný odpor. Záhy město nabylo velké důležitosti díky blízkosti dolů v Porco a v Potosí. Roku 1559 zřídil v La Platě král Filip II. Královský soud Charcas (Real Audiencia de Charcas) s působností nad oblastí pokrývající dnešní Paraguay, jihovýchodní Peru, severní Chile a Argentinu a velkou část Bolívie. Do roku 1776 byl součástí místokrálovství Peru, poté byl připojen k místokrálovství Río de la Plata. V roce 1609 bylo ve městě založeno arcibiskupství a v roce 1624 Universidad Mayor Real y Pontificia de San Francisco Xavier de Chuquisaca, jedna z nejstarších univerzit na americkém kontinentu. Do 18. století byla La Plata soudním, kulturním a náboženským centrem regionu.
25. května 1809 vyšli studenti univerzity, následovaní občany města, do ulic s požadavkem o propuštění Jaimeho de Zudáñeze, jenž byl toho dne obviněn a uvězněn za „spiknutí“, a odstoupení Ramóna Garcíi de Leóna y Pizarra, předsedy Královského soudu Charcas. Ještě téhož dne byl Jaime de Zudáñez propuštěn. Chuquisacká revoluce, známá jako První osvobozenecký výkřik v Americe, byla podle některých historiků jiskrou, jež zažehla boj za nezávislost v Latinské Americe.
Roku 1825 bylo podpisem v zámečku Casa de la Libertad (Dům svobody) stvrzeno založení Bolivijské republiky. Poté, co se město stalo metropolí Bolívie, bylo v roce 1839 na počest hrdiny bojů za nezávislost Antonia Josého de Sucre překřtěno na Sucre. Po ekonomickém úpadku Potosí Sucre ztratilo svůj dřívější význam, což bolivijskou vládu motivovalo k tomu, aby roku 1899 přemístila své sídlo do La Pazu.

## Architektura
Sucre je jedním z měst s nejlépe zachovalou španělskou architekturou v Americe. Nachází se zde náměstíčka, zahrady a parky se žulovými kašnami, tvořící dohromady harmonický celek. Zdi většiny budov jsou bílé, díky čemuž získalo Sucre přezdívku Bílé město.
K církevním stavbám patří kostel svatého Lazara z roku 1544, kostel Milosti, klášter svatého Františka Xaverského a katedrála, jež se začala stavět v roce 1571 a dokončena byla o sto let později.
Mezi další významné památky se řadí budovy nemocnice (1544), arcibiskupství La Plata (dnes Chuquisaca), univerzity a Nejvyššího soudního dvora.

## Turistika
Tisíce turistů, kteří každoročně navštíví Sucre, obdivují především jeho historické jádro, ale velkému zájmu se rovněž těší paleontologické naleziště Cal Orko, nacházející se několik kilometrů od města, a různé archivy a historické dokumenty, jako je např. první vlajka Argentiny, která je uložena v Casa de la Libertad. Národní knihovna uchovává více než 100 000 svazků vydaných od roku 1493. Cílem turistů je také františkánský klášter La Recoleta, jenž stojí na úpatí kopce Cerro Churuquella.

## Partnerská města
- La Plata, Argentina
- Quito, Ekvádor